# Kewaskum
Kewaskum es una villa ubicada en el condado de Washington en el estado estadounidense de Wisconsin. En el Censo de 2010 tenía una población de 4.004 habitantes y una densidad poblacional de 632,03 personas por km².

## Geografía
Kewaskum se encuentra ubicada en las coordenadas 43°31′3″N 88°13′51″O / 43.51750, -88.23083. Según la Oficina del Censo de los Estados Unidos, Kewaskum tiene una superficie total de 6.34 km², de la cual 6.34 km² corresponden a tierra firme y (0%) 0 km² es agua.

## Demografía
Según el censo de 2010, había 4.004 personas residiendo en Kewaskum. La densidad de población era de 632,03 hab./km². De los 4.004 habitantes, Kewaskum estaba compuesto por el 96.03% blancos, el 0.47% eran afroamericanos, el 0.35% eran amerindios, el 0.55% eran asiáticos, el 0.05% eran isleños del Pacífico, el 1.22% eran de otras razas y el 1.32% pertenecían a dos o más razas. Del total de la población el 2.92% eran hispanos o latinos de cualquier raza.